# پریش اسمپشن (لوئیزیانا)
اسمپشن پریش (به انگلیسی: Assumption Parish) یک قصبه در ایالات متحده آمریکا است که در لوئیزیانا واقع شده‌است.

## خصوصیات
اسمپشن پریش ۹۴۵٫۳۵ کیلومترمربع مساحت دارد.